# مارسیا باربوسا
مارسیا باربوسا (پرتغالی: Marcia Barbosa؛ زاده) یک فیزیک‌دان اهل برزیل است. وی از اعضای هیئت علمی دانشگاه بوستون می‌باشد